# Marc Elliott
Marc Elliott es un actor inglés, más conocido por haber interpretado a Syed Masood en la serie EastEnders.

## Biografía
Marc tiene una hermana melliza llamada, Sophie Elliott y una hermana mayor llamada, Melissa Elliott. 
Elliott es mitad anglo-indio y mitad escocés.
En el 2009 salió con la actriz Preeya Kalidas.

## Carrera
En el 2004 obtuvo un pequeño papel en un episodio de la serie Mile High donde interpretó a un periodista.
En el 2008 apareció como invitado en series como The Bill, M.I. High y en The Invisibles donde interpretó a Lee Ellis.
El 21 de abril de 2009 se unió al elenco principal de la exitosa serie británica EastEnders donde interpretó a Syed Masood, hasta el 15 de noviembre de 2012 después de que su personaje decidiera irse de Walford con su pareja Christian Clarke.
En el 2013 apareció como invitado en la serie británica Midsomer Murders donde dio vida a Nick Iver.
El 23 de junio del 2016 se unió al elenco recurrente de la serie médica Holby City donde interpretó al médico Isaac Mayfield, un doctor especialista en cirugía general, hasta el 11 de abril del 2017. Anteriormente había aparecido por primera vez en la serie en el 2009 cuando dio vida a Nic Michaels durante el episodio "Locked Away".

## Filmografía

### Series de televisión
| Año         | Título           | Personaje          | Notas                      |
| ----------- | ---------------- | ------------------ | -------------------------- |
| 2016 - 2017 | Holby City       | Dr. Isaac Mayfield | 28 episodios               |
| 2013        | Midsomer Murders | Nick Iver          | episodio "Wild Harvest"    |
| 2009 - 2012 | EastEnders       | Syed Masood        | 284 episodios              |
| 2009        | Holby City       | Nick Michaels      | episodio "Locked Away"     |
| 2008        | The Invisibles   | Lee Ellis          | episodio # 1.4             |
| 2008        | M.I. High        | Jerome             | episodio "Evil by Desing"  |
| 2008        | The Bill         | Robbie Nash        | episodio "The Deadly Game" |
| 2004        | Mile High        | Periodista         | episodio # 2.8             |

### Películas
| Año  | Título        | Personaje | Notas                                              |
| ---- | ------------- | --------- | -------------------------------------------------- |
| 2009 | Diego's Story | Diego     | corto - junto a Jasmine Mohammed y Davo McConville |
| 2006 | Lewis         | Hal Bose  | junto a Dany Webb                                  |

### Teatro
| Año  | Obra | Personaje | Director (a) | Teatro            | Notas                                |
| ---- | ---- | --------- | ------------ | ----------------- | ------------------------------------ |
| 2012 | Tape | -         | -            | Trafalgar Theatre | junto a Nick O'Connor & Kate Loustau |

## Premios y nominaciones
| Año  | Categoría                                 | Premio                    | Serie      | Resultado |
| ---- | ----------------------------------------- | ------------------------- | ---------- | --------- |
| 2011 | Serial Drama Performer                    | National Television Award | EastEnders | Nominado  |
| 2010 | Bride and Doom (junto a Preeya Kalidas)   | All About Soap Award      | EastEnders | Nominados |
| 2010 | Fatal Atracction (junto a John Partridge) | All About Soap Award      | EastEnders | Ganadores |
| 2009 | Best Newcomer                             | Inside Soap Award         | EastEnders | Nominado  |